# Fereidoon Tavallali
Fereidoon Tavallali (auch: Fereydoun Tavallali oder Fereydun Tawallali, persisch فریدون توللی;   * 1918 oder 1919 in Schiraz; † 1985) war ein persischer Schriftsteller (Lyriker, Satiriker und Essayist) und Archäologe.
Er studierte an der Teheraner Universität Archäologie und arbeitete schließlich einige Jahre in diesem Beruf.
Schon früh las er Gedichte von Roudaki, Ferdowsi, Nezami, Saadi, Hafez und Rumi. Tavallali, der vier Gedichtbände veröffentlichte, arbeitete auch als Journalist. In den 1940er und 1950er Jahren veröffentlichte er Artikel und Gedichte in Sukhan und Yaghma.

## Werke (Auswahl von Gedichtbänden)
- Befreiung, Teheran 1950
- Moschus, 1959
- Zinnober, 1972